# Agence nationale pour la garantie des droits des mineurs
 (avril 2025).
 (avril 2025).
L'article doit être relu — et modifié si nécessaire — par des contributeurs indépendants pour apporter un regard critique aux contributions effectuées en violation des conditions d'utilisation de Wikipédia, tant sur la forme (notamment concernant le style encyclopédique, la proportionnalité) que sur le fond (la neutralité de point de vue, la qualité et l'indépendance des sources).
L’Agence nationale pour la garantie des droits des mineurs (ANGDM) est un établissement public administratif français. Elle a pour mission principale de garantir les droits sociaux des anciens travailleurs des entreprises minières françaises, ainsi que ceux de leurs ayants droit. Elle assure le versement de diverses prestations et soutient ses bénéficiaires dans les domaines du logement, de l'aide sanitaire et sociale et des loisirs. Elle est placée sous la tutelle juridique des ministères chargés des mines et du budget et fonctionnelle du ministre chargé de la sécurité sociale.

## Historique
L'agence nationale pour la garantie des droits des mineurs (ANGDM) a été créée par la loi no 2004-105 du 3 février 2004  à la suite de la fermeture des entreprises minières et ardoisières, pour porter les obligations des employeurs disparus auprès des anciens mineurs.

## Missions
Les missions de l’ANGDM sont :
- Verser les avantages en nature liés au Statut du mineur : il s’agit d’assurer le versement mensuel des prestations chauffage et logement aux anciens mineurs et à leurs ayants droit ;
- Attribuer et gérer le logement nature : l’ANGDM prend en charge directement auprès des bailleurs le loyer d’une partie des anciens mineurs et de leurs ayants droit ;
- Gérer les mesures issues de plans sociaux : l’ANGDM assure la gestion des plans sociaux des entreprises minières ayant cessé leur activité et de ceux qui lui sont confiés par voie conventionnelle ;
- Gérer les fonds sociaux qui lui ont été confiés : l’ANGDM s’est vue confier la gestion d’un certain nombre de dispositifs spécifiques faisant l’objet de financements particuliers ;
- Définir et mettre en œuvre une politique d’action sanitaire et sociale : l’ANGDM gère l’action sanitaire et sociale du régime minier de sécurité sociale, qui intègre une politique de vacances et de loisirs ;
- Assurer l’accompagnement social : l’ANGDM assure le suivi de ses bénéficiaires dans tous les évènements de la vie avec un réseau d’assistantes sociales ;
- Assurer l’accueil : l’ANGDM développe la relation de proximité avec ses bénéficiaires et assure leur orientation dans les différents dispositifs consacrés aux anciens mineurs ;
- Gérer les missions relatives aux maladies professionnelles et les contentieux sociaux : l’ANGDM remplit les obligations des anciens employeurs, notamment dans le cadre des contentieux relatifs au droit du travail et une partie des procédures liées aux accidents du travail et maladies professionnelles ;
- Conserver les archives et veiller à la mémoire de la mine : les archives relatives aux anciens agents des entreprises minières ont été confiées à l’ANGDM. En outre, l’agence a réalisé un document de référence sur l’histoire de la Mine.

## Organisation territoriale
L'ANGDM est implantée sur quinze sites situés dans les anciens bassins miniers : 
| Région                     | Site d'implantation                          |
| -------------------------- | -------------------------------------------- |
| Auvergne-Rhône-Alpes       | Saint-Étienne, La Mure, Saint-Éloy-les-Mines |
| Bourgogne-Franche-Comté    | Montceau-les-Mines                           |
| Grand Est                  | Freyming-Merlebach, Hayange, Wittelsheim     |
| Pays de la Loire           | Trélazé                                      |
| Provence-Alpes-Côte d’Azur | Gardanne                                     |

Son siège social se situe à Paris. L'agence organise des permanences dans une vingtaine d’autres sites.
En 2024, l’agence comptait 247 employés pour administrer ses services auprès d’une population éligible de 100 000 bénéficiaires.[réf. souhaitée]

## Prestations principales

### Prestations de logement et de chauffage
L’agence verse, au nom des anciens employeurs, des indemnités chauffage et logement aux anciens mineurs ou à leurs veuves. Elle collabore par ailleurs, avec 157 bailleurs pour loger une partie des anciens mineurs et prend en charge à ce titre le loyer. Elle coordonne l'attribution de logements adaptés aux besoins des personnes en perte d'autonomie.

### Prestations d’action sanitaire et sociale
Elles incluent par exemple des aides à domicile, le portage de repas, la prise en charge de différents soins et équipements, une aide au départ en vacances et aux activités de proximité

## Chiffres clés
- 254 M€ de dépenses totale prévues au budget initial pour l'exercice 2025
- 218 M€ de prestations d'avantages en nature et de pré-retraite (compte financier exercice 2024)
- 20,6 M€ de prestations d'action sanitaire et sociale (compte financier exercice 2024).

## Gouvernance
L'ANGDM est gouvernée par un conseil d'administration présidé par François Maury, nommé par le décret du Président de la République du 28 février 2023. Outre son président, le conseil d’administration est composé de :
Quatre représentants de l’État
- le directeur des ressources énergétiques et minérales ou son représentant ;
- le directeur du budget ou son représentant ;
- le directeur de la sécurité sociale ou son représentant ;
- le directeur général de l’urbanisme, de l’habitat et de la construction ou son représentant.

Cinq représentants des anciens mineurs et ardoisiers désignés par leurs organisations syndicales représentatives. Pour chaque siège de cette catégorie de membres, un suppléant est désigné en même temps que le titulaire.
Quatre personnes choisies en raison de leur compétence en matière économique ou sociale dont un représentant des communes minières, nommé par arrêté du ministre chargé des mines.
L’ANGDM est dirigée par Laurent Bergeot, reconduit dans ses fonctions par décret du Président de la République le 10 novembre 2023.

### Les présidents du conseil d’administration et les directeurs généraux de l’ANGDM
Directeurs généraux
- Stéphane Layani (2004–2012)
- Marie Bonnet (2012–2014)
- Michel Pascal (2014–2020)
- Laurent Bergeot (en cours)

Présidents du conseil d’administration
- Jean-Marie Spaeth (2004–2014)
- Daniel Cadoux (2014–2016)
- Michel Régereau (2017–2022)
- François Maury (en cours)

## Enjeux et perspectives
En 2024, l'ANGDM a conclu avec l’Etat un nouveau contrat d’objectifs et de performance (COP) couvrant la période de 2024 à 2027. Les priorités des pouvoirs publics qui ont guidé l’élaboration du quatrième contrat entre l’Etat et l’Agence sont la promotion du bien vieillir et le programme portant sur l’administration responsable.
Les neuf activités de l’ANGDM ainsi que les fonctions supports y sont déclinées à travers le prisme de la recherche de la qualité dans les prestations assurées, de l’efficacité de l’agence et de son adaptation à l’évolution des bénéficiaires.